# Aimbot
Aimbot – cheat w grze komputerowej, najczęściej program działający w tle, który automatycznie ustawia celownik broni na przeciwników znacząco ułatwiając grę osobie korzystającej z tego programu – musi ona tylko nacisnąć przycisk.
Używanie aimbota lub innych cheatów w grach wieloosobowych w przypadku wykrycia go u gracza wiąże się z ryzykiem otrzymania bana na serwerze gry lub w systemie ochrony przed cheatami (np. Valve Anti-Cheat, GGC-Stream).

## Funkcje aimbota
Istnieje wiele funkcji aimbota, a dokładna ich ilość zależy w szczególności od gry i programisty.
- Slow Aim - powolne przesuwanie celownika na cel,
- Auto Fire - aimbot automatycznie strzela, kiedy namierzy cel,
- Aim Team - włącza lub wyłącza aimbota na sojusznikach,
- Aim Key - aimbot będzie celować tylko, jeżeli wciśniemy i przytrzymamy dany klawisz,
- Aim FOV - pole działania aimbota od celownika,
- Smooth Aim - prędkość z jaką aimbot namierzy przeciwnika,
- On Zoom -  aimbot aktywuje się tylko przy włączonym przybliżeniu broni,
- Silent Aim - aimbot trafi przeciwnika nawet wtedy, gdy celownik go nie namierzy.

Ponadto niektóre aimboty posiadają funkcje wyboru miejsca ciała przeciwnika, gdzie mają celować (np. głowa, klatka piersiowa, ramię).